# Akalla (tunnelbanestation)
Akalla är en station inom Stockholms tunnelbana belägen i stadsdelen Akalla i Västerort inom Stockholms kommun. Den trafikeras av T-bana 3 (blå linjen). Den är slutstation på Akallagrenen och ligger efter station Husby.

## Historik
Stationen togs i bruk den 5 juni 1977. Den ligger i bergtunnel mellan Nystadsgatan och Sveaborgsgatan, 20 meter under marken. Det finns två biljetthallar. Den norra ligger i anslutning till en mindre underjordisk bussterminal med entré från Akalla torg. Den södra har entré från Sibeliusgången/Nystadsgatan. Avståndet från blå linjens ändstation Kungsträdgården i Stockholm är 15,2 kilometer.
Det är den nordligaste stationen i tunnelbanan.
Väggarna på stationen är målade i gulockra kulör och är prydda med sex keramikmålningar med män och kvinnor gjorda av konstnären Birgit Ståhl-Nyberg 1975–1977.

## Bilder

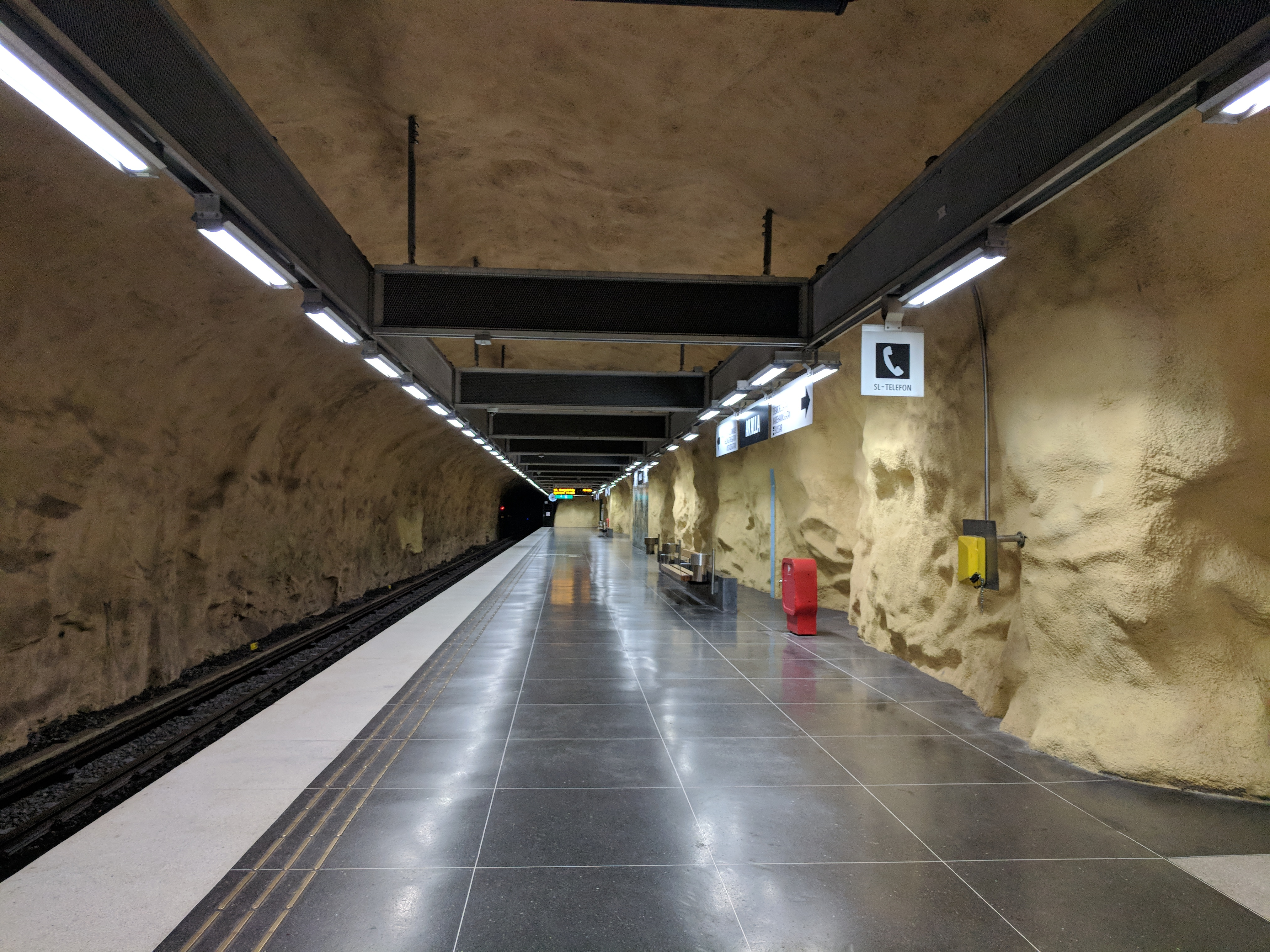
Den ena perrongen.
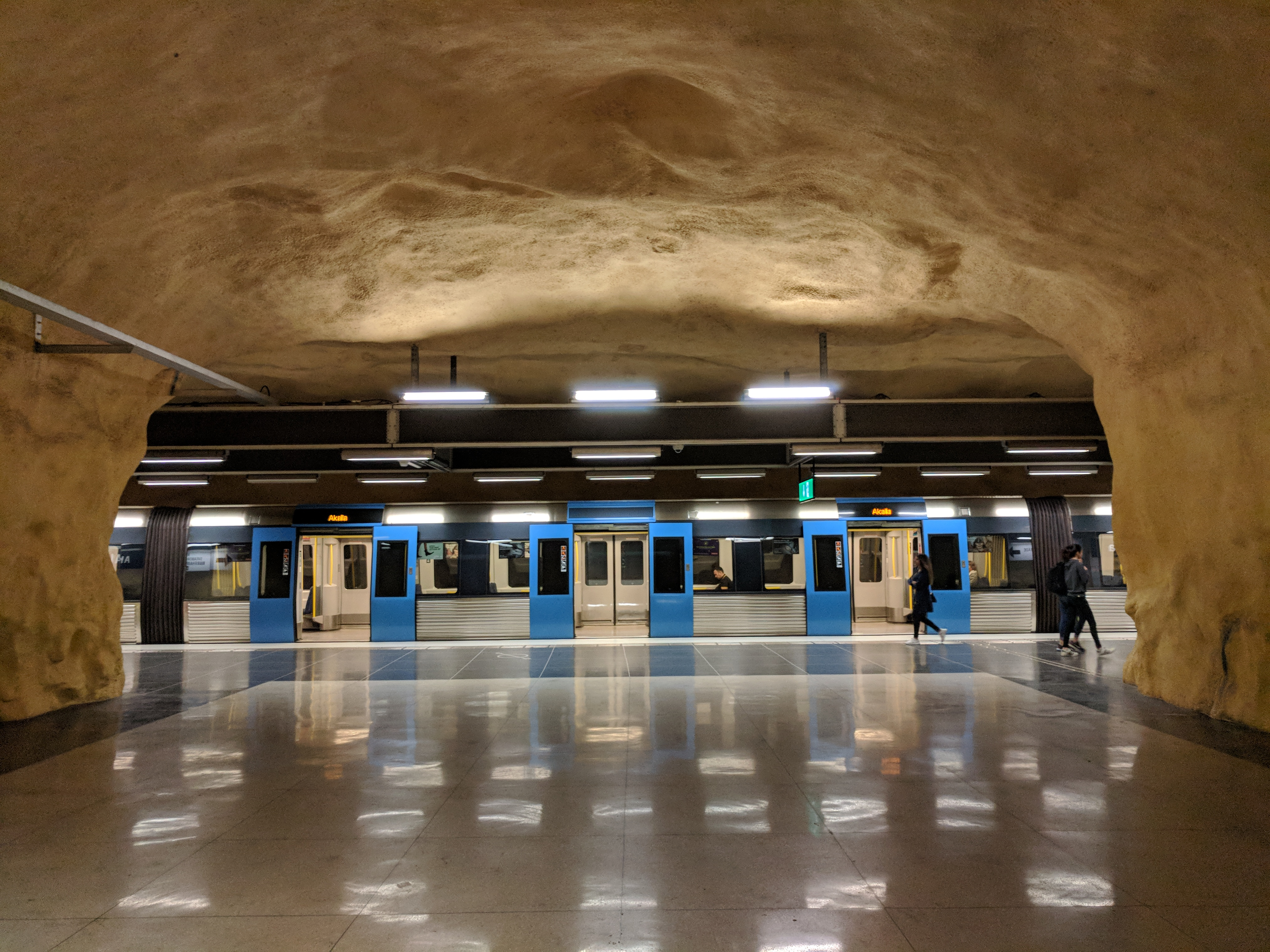
Tunnel mellan perrongerna.
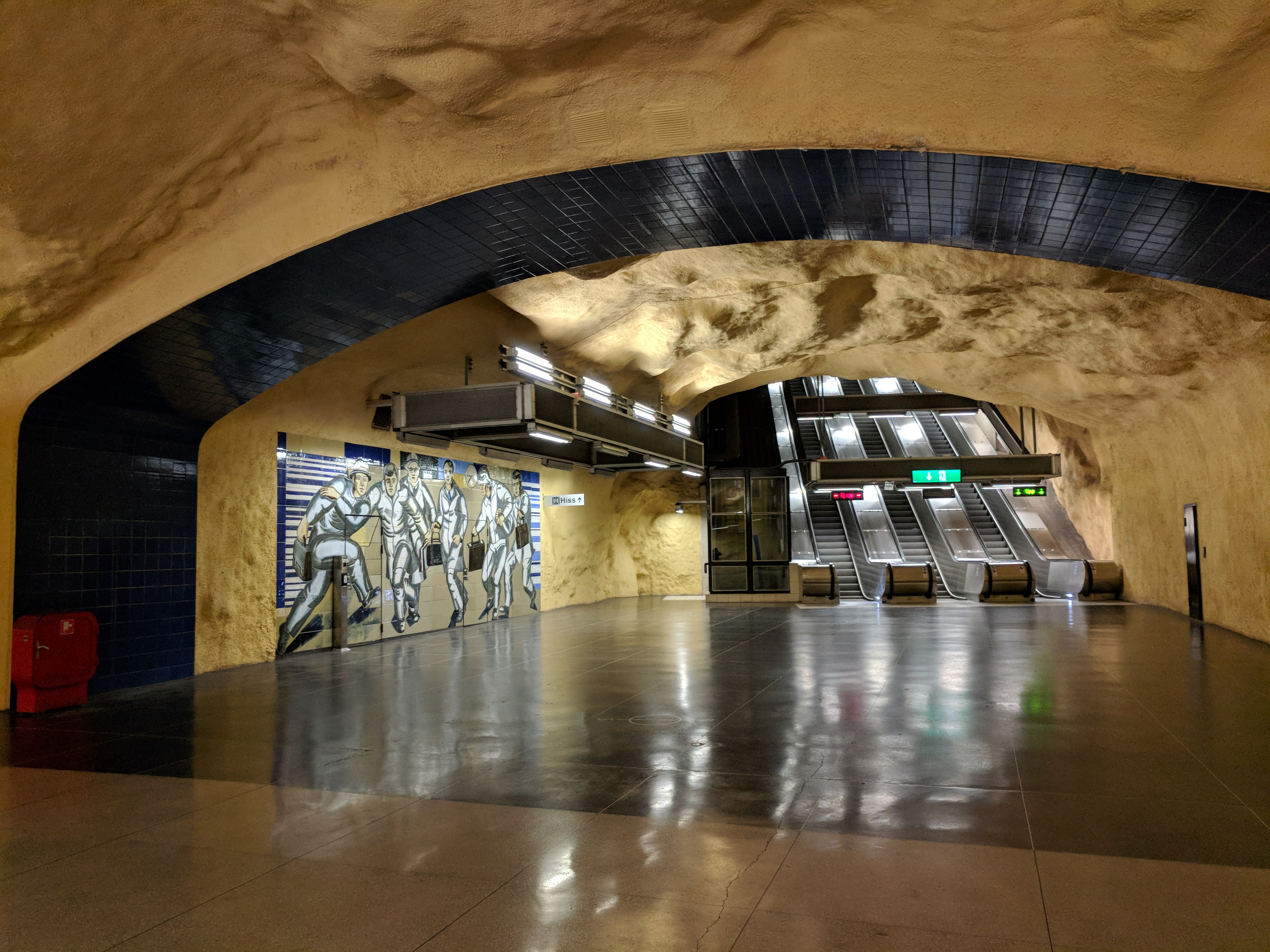
Uppgången
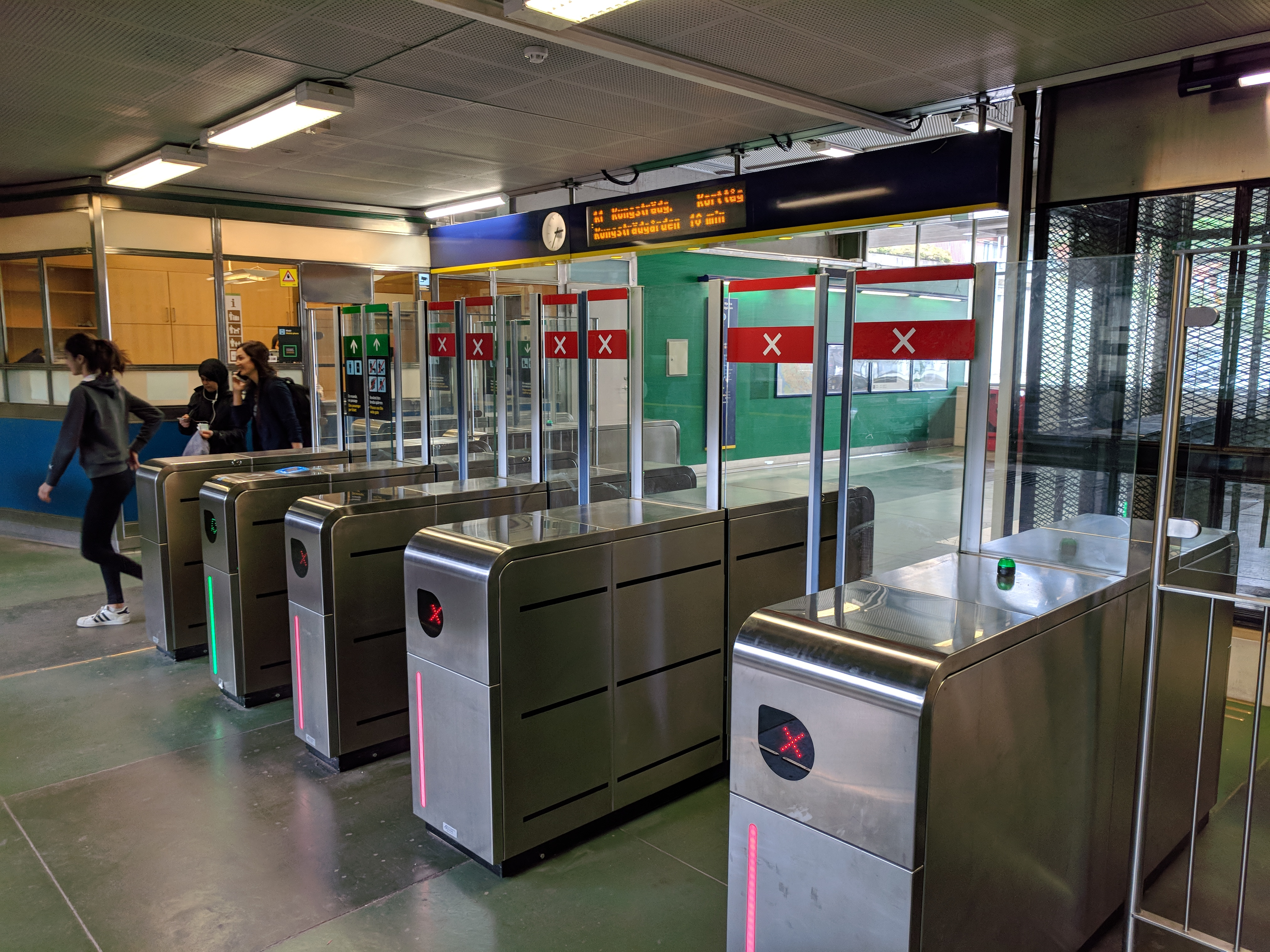
Biljetthall Nr 1
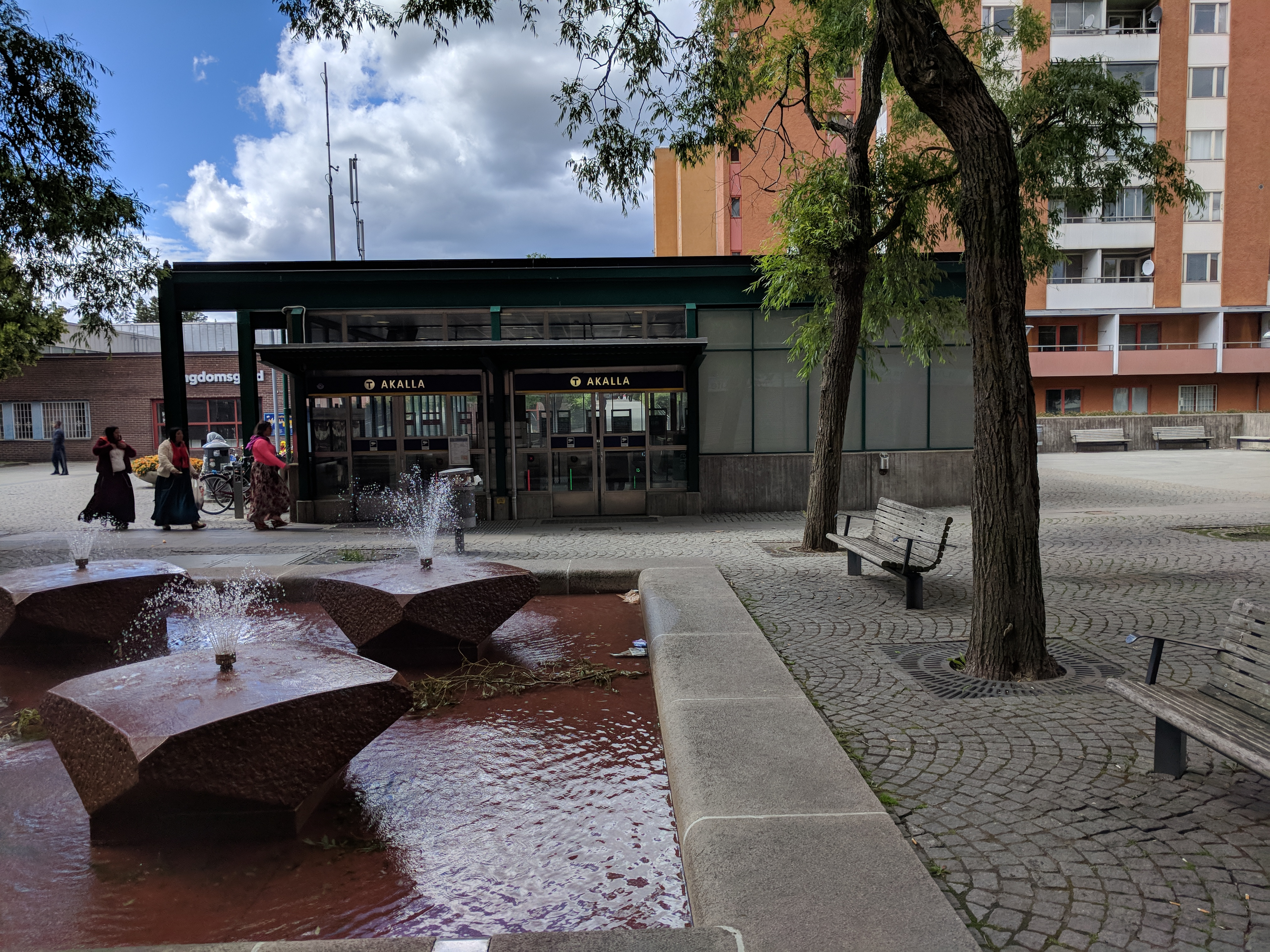
Ingång
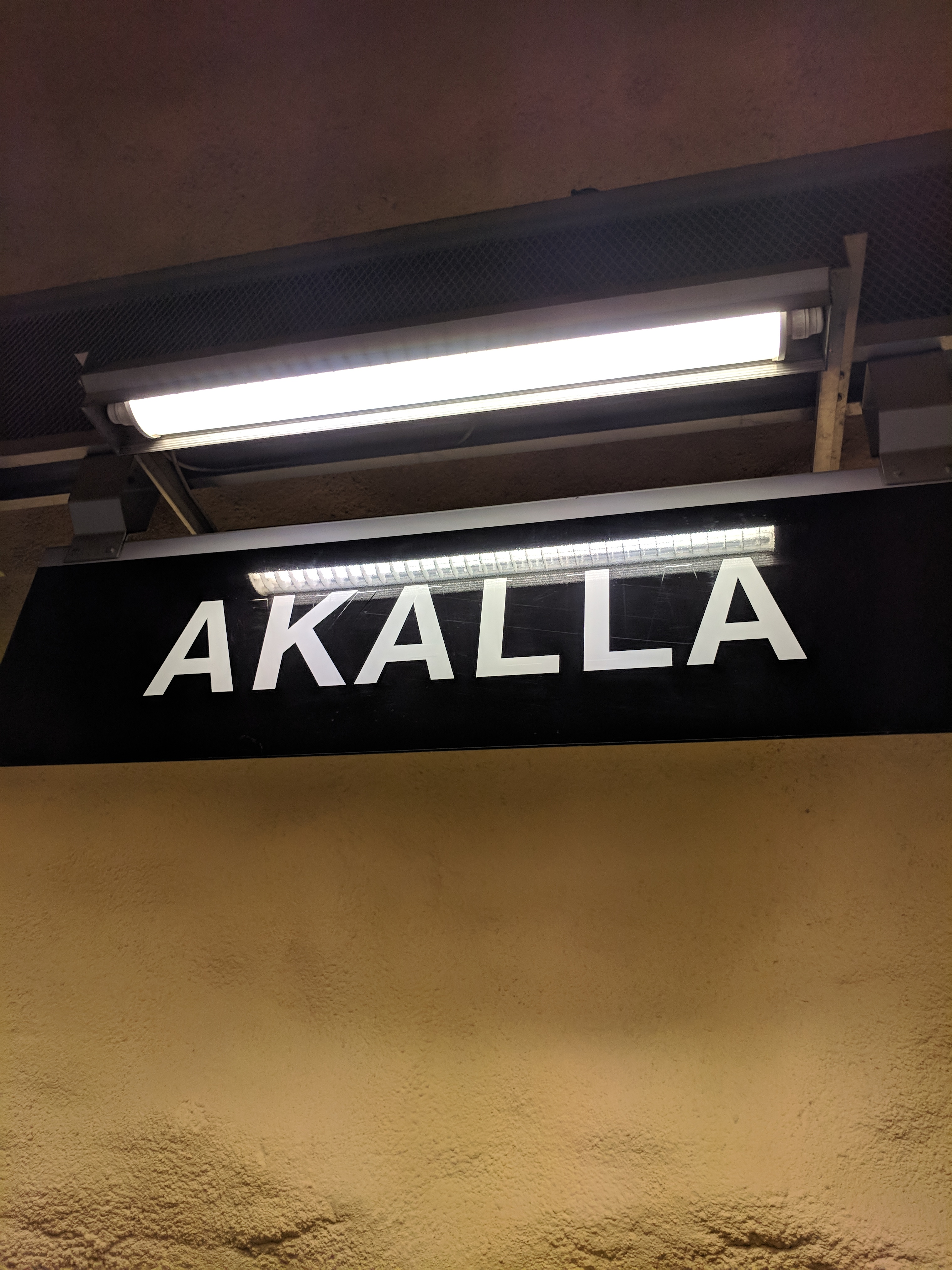
Stationsskylt
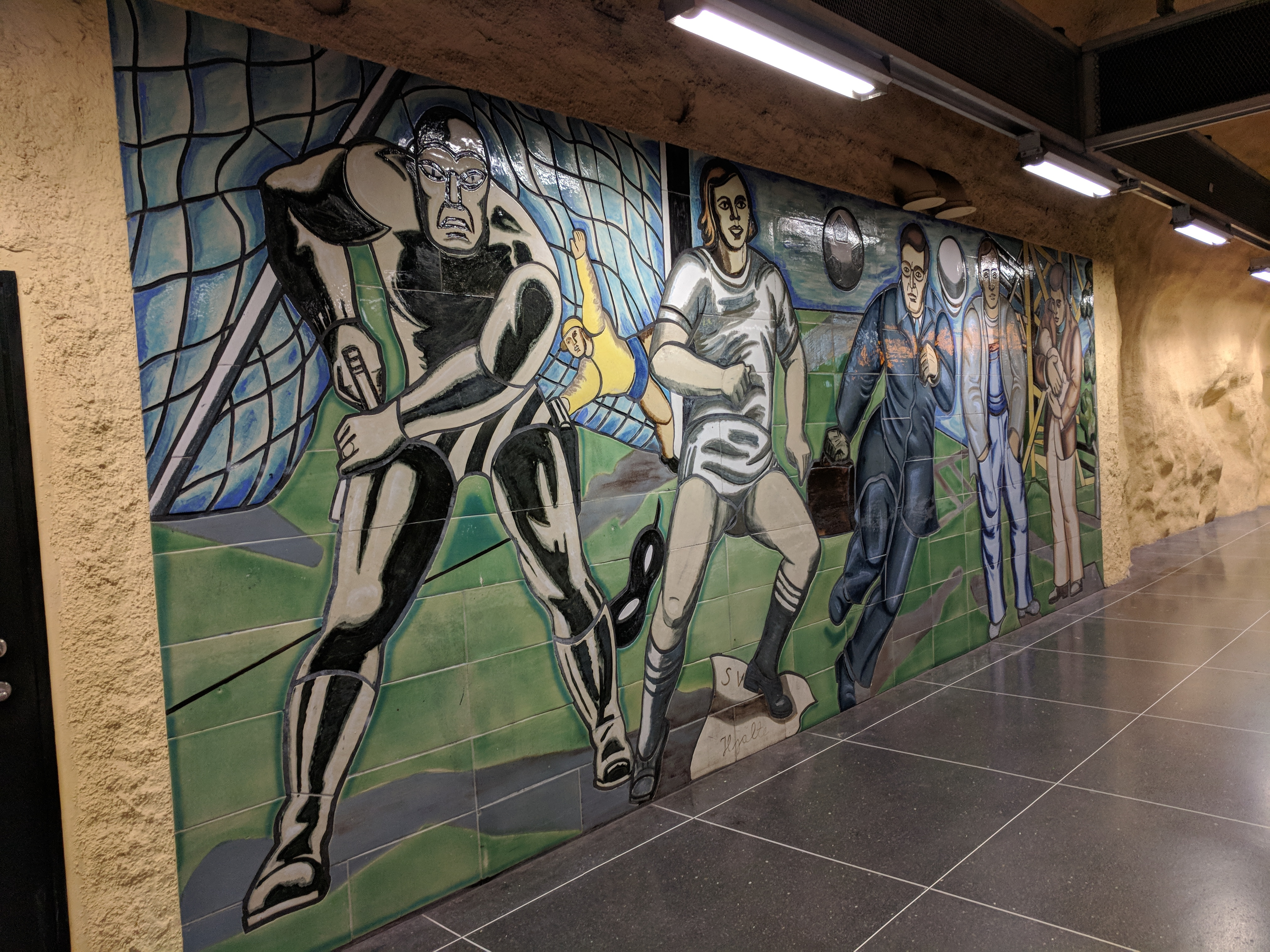
Konstnärlig utsmyckning
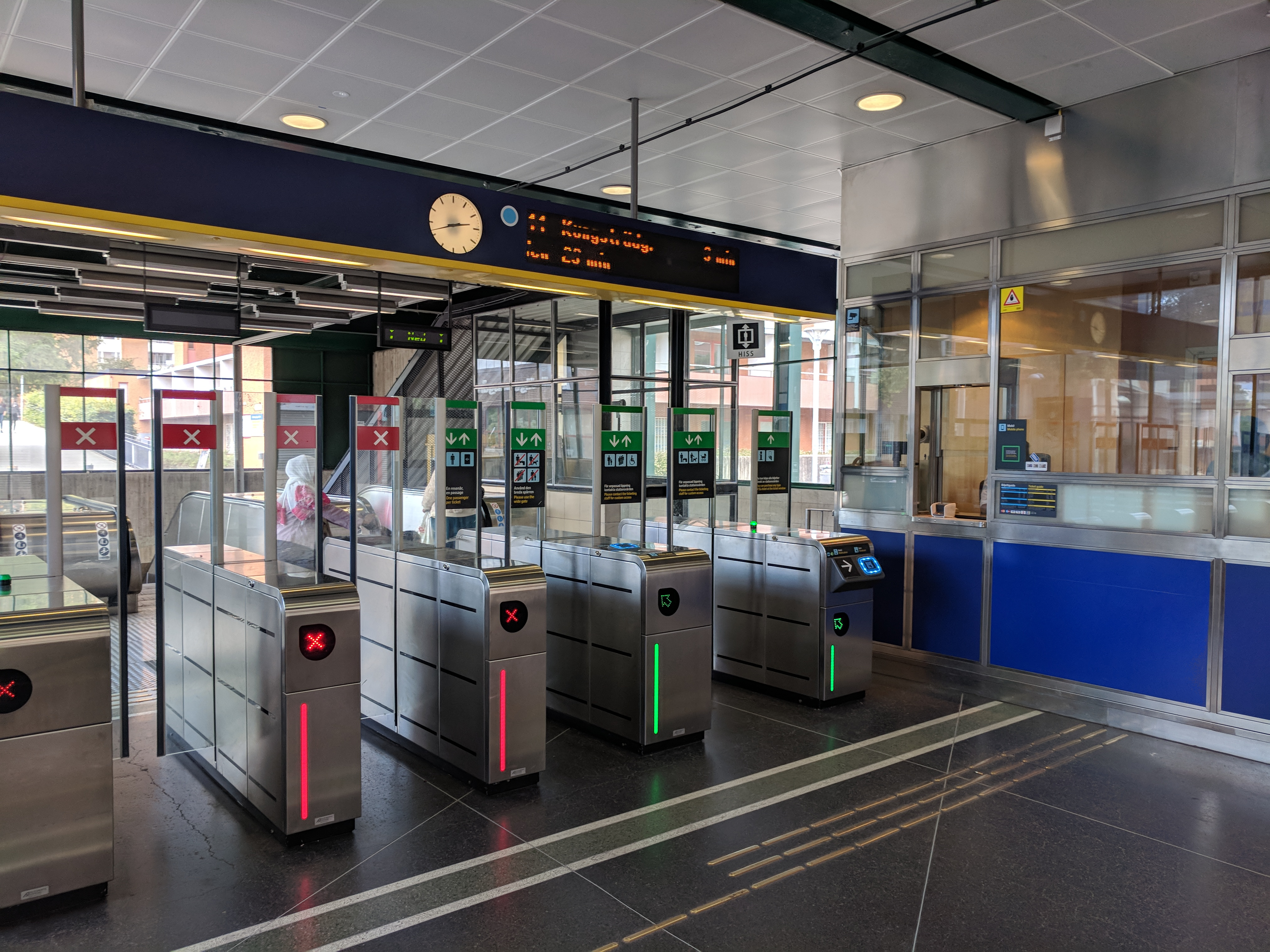
Biljetthall Nr 2